# Птолемей Мендесский
Птолемей из Мендеса (также Птолемей Мендский) — древнеегипетский эллинистический историк и хронограф, жрец из города Мендеса в нижнеегипетской Дельте.
О самом Птолемее известно крайне мало. Происходил он из города Мендеса в северо-восточной части нижнеегипетской Дельты. Время жизни Птолемея точно не известно и потому определяется приблизительно и по-разному — III—II века до н. э., или конец I века до н. э. — начало I века н. э. О Птолемее сохранились краткие упоминания у эллинистических писателей (в основном христианских апологетов).

## Наследие
Птолемей написал на древнегреческом языке сочинение «Времена» («Летописи», «Египетская история», «Египетская хронология»). Эта фундаментальная историческая работа состояла из 3-х книг и была посвящена древнеегипетской истории и хронологии. Причем особо подробно Птолемей описывал деяния египетских царей.
Уже вскоре после написания «Времена» стали важным источником по истории Древнего Египта для грамматика и языческого полемиста Апиона Оасийского («История Египта». Кн. 4) (20-е годы до н. э. — около 48 н. э.).
Позднее труд Птолемея цитировали христианские авторы. Он известен по немногочисленным цитатам у христианского апологета Татиана (112—185) (в сочинении «Против греков». 38), богослова Климента Александрийского (около 150 — около 215) («Строматы». Кн. I. 101), историка Секста Юлия Африкана (около 160 — около 240) («Историография». Фр. 13). Однако, даже то немногое что сохранилось, позволяет сделать вывод о большой исторической важности его труда. По уровню знания древнеегипетской истории Птолемей должен быть поставлен в один ряд с историком Манефоном.
Так события, связанные с изгнанием чужеземцев из Египта Птолемей Мендесский приурочивает к царствованию Амосиса.
Соответственно Татиан и Климент приводят цитаты из Птолемея, для доказательства того, что Моисей был современником Амосиса (Яхмоса I), разрушившего Аварис. Об этом же говорит и Квинт Септимий Флоренс Тертуллиан (155/165—220/240), упоминая и Птолемея Мендесского («Апологетик». XIX).